# Castelo La Roche-en-Ardenne

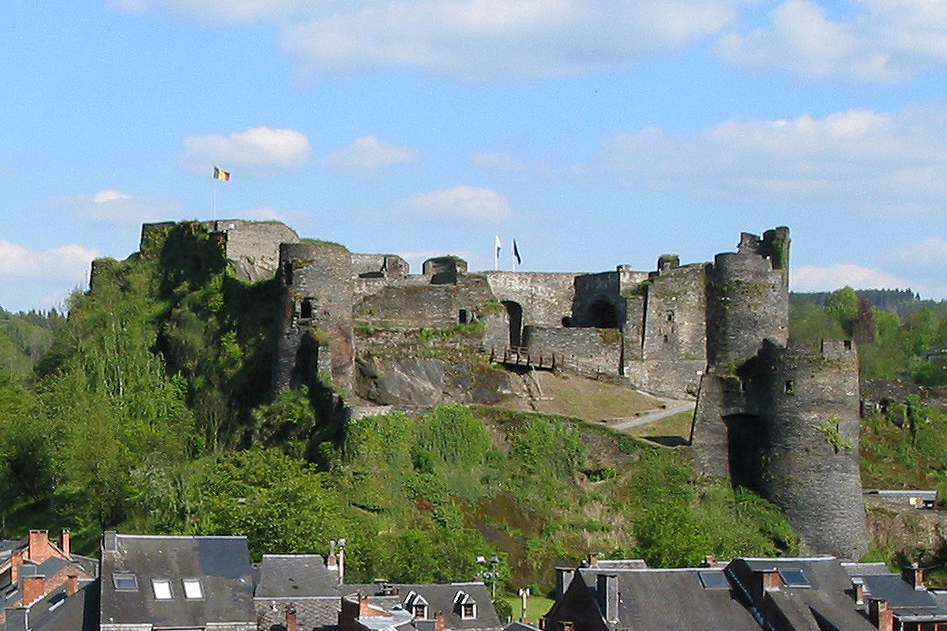
Castelo La Roche-en-Ardenne

Castelo La Roche-en-Ardenne  é um castelo medieval em ruínas em La Roche-en-Ardenne, na província de Luxemburgo,  na Bélgica.
Situado em uma cordilheira rochosa com vista para o rio Ourthe.